# Katherine Plunket
Katherine Plunket (Kilsaran, 22 novembre 1820 – Dundalk, 14 ottobre 1932) è stata una nobildonna, illustratrice e supercentenaria anglo-irlandese, vissuta 111 anni e 327 giorni.
Esponente di una prestigiosa famiglia irlandese, quella dei baroni Plunket, fu la maggiore di 6 fratelli e sorelle. Dopo un'infanzia trascorsa in Irlanda, non si sposò, recandosi in lunghi viaggi per le capitali europee con le sorelle Frederica e Gertrude, decedute rispettivamente nel 1886 e nel 1924. Fu inoltre una prolifica illustratrice botanica, autrice di un gran numero di schizzi, oggi conservati ai Giardini Botanici Irlandesi (National Botanic Gardens) di Dublino. Deceduta all'età di 111 anni e 327 giorni, rimane ancora oggi la persona più longeva mai nata e morta in Irlanda; sino al 1970 fu inoltre la donna più anziana mai vissuta nel Regno Unito.

## Biografia

### Famiglia

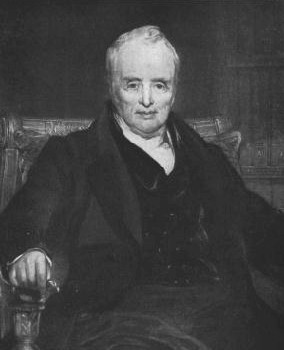
Il barone William Plunket, Lord Cancelliere d'Irlanda, in un'incisione di David Lucas (1802-1881) risalente al 1844, e tratta da un dipinto realizzato da Richard Rothwell (1800-1868). British Museum, Londra.

Katherine Plunket nacque vicino a Castlebellingham, nella Contea di Louth, oggi nella Repubblica d'Irlanda ma all'epoca sotto l'ormai estinto Regno Unito di Gran Bretagna e Irlanda. Maggiore di sei fratelli, uno dei quali morto bambino, proveniva da una delle più prestigiose famiglie irlandesi d'allora; era infatti nipote del barone William Plunket (1764-1854), Lord Cancelliere d'Irlanda (la più alta carica giudiziaria dell'isola) dal 1830 al 1834 e poi, nuovamente, dal 1835 al 1841. Il padre, il barone Thomas Plunket (1792-1866), pastore della Chiesa d'Irlanda all'epoca della nascita di Katherine, divenne in seguito vescovo di Tuam, Killala e Achonry.
La madre, Louisa Jane (1804-1893), sposata al padre di Katherine a 16 anni, il 26 ottobre 1819, era la seconda figlia di Rebecca M'Clure (1764 -1853) e di John William Foster (1745-1809), parlamentare della Camera dei Comuni irlandese dal 1783 al 1790, nonché Alto Sceriffo di Louth (High Sheriff of Louth). Anche fra i primi e i secondi cugini c'erano tre membri dell'aristocrazia irlandese, e da parte di madre era imparentata con i conti di Clermont, appartenenti alla famiglia Fortescue. Era suo primo cugino anche David Plunket (1838-1919), 1º Barone Rathmore e politico, membro del Partito Conservatore nonché ministro dal 1885 al 1886; da parte di quella branca della famiglia aveva una relazione parentale con il celebre baritono Harry Plunket Greene, figlio di una sua cugina. La futura supercentenaria fu battezzata il 13 dicembre 1820 nella chiesa di Kilsaran, dov'era nata, come Catherine, anche se si firmò come Katherine per tutta la vita.
Ereditò dalla madre, Louisa Jane, una delle dimore ancestrali della famiglia, Ballymascanlon House, e sovrintese alla manutenzione della casa e dei giardini per lunga parte della sua vita, finché, all'età di 102 anni, non contrasse la bronchite, che fu il suo unico serio problema di salute.

### Illustratrice botanica
Con la sorella minore, Gertrude (1841-1924), viaggiò, visitando quasi tutte le capitali europee. Con un'altra sorella, Frederica (1838-1886), realizzò -in Irlanda, Francia, Italia, Spagna e Germania- numerose rappresentazioni illustrate della botanica, includenti fiori e piante.
I suoi lavori vennero successivamente raccolti in un volume, presentato alla Reale Accademia di Scienza per l'Irlanda (Royal College of Science for Ireland; RCScI) nel 1903; anni dopo il volume fu trasferito al Museo Nazionale d'Irlanda (Ard-Mhúsaem na hÉireann; National Museum of Ireland). Dal 1970 si trova ai Giardini Botanici Nazionali Irlandesi di Glasnevin, presso Dublino.

### Record di longevità e morte
Anche se il fatto fu misconosciuto all'epoca, divenne la persona più anziana del mondo alla morte di Delina Filkins, il 4 dicembre 1928, quando aveva 108 anni e 12 giorni. Oltre a diventare la persona irlandese più longeva di tutti i tempi (111 anni e 327 giorni), visse più di chiunque altro in Gran Bretagna fino al 1970, quando Ada Roe superò la sua età di 12 giorni. Fu anche l'ultima superstite delle persone che avevano conosciuto il romanziere scozzese Walter Scott (1771-1832), che incontrò nella dimora di suo nonno a Bray. Ella, inoltre, attribuì la propria longevità alla spensieratezza con cui trascorreva la vita. 
Fu inclusa nel primo Guinness dei primati di sempre, pubblicato nel 1955, ed è anche una delle poche supercentenarie dell'epoca a non essere mai risultata un falso storico, in quanto la sua età, visto l'elevato rango sociale, è sempre stata documentata da un notevole numero di documenti pubblici.
Morì il 14 ottobre 1932, a poco più di un mese di distanza dal suo 112º compleanno; il suo certificato di morte, rilasciato tre giorni dopo dalle autorità locali di Ravensdale, attribuì il suo decesso ad una sincope. Il suo necrologio fu pubblicato da quasi tutti i giornali irlandesi, e da una grossa fetta di quelli britannici, inclusi il The Times ed il The Morning Post. I suoi familiari, in quell'occasione, ricevettero un telegramma di condoglianze da parte del re Giorgio V.

## Verifica dell'età
Grazie alla sua appartenenza sociale, la sua nascita è accuratamente documentata. Il primo certificato pubblico in cui risulta in vita è quello del suo battesimo, avvenuto il 13 dicembre 1820, poche settimane dopo la sua venuta alla luce. Il secondo documento in cui è presente è il Censimento irlandese del 1821, in cui figura con il padre e la madre.
Grazie ai censimenti successivi, è stata dunque certificata la sua età e quella di tutti i suoi più stretti familiari, cui sopravvisse.